# Eusthenomus laceyi
Eusthenomus laceyi là một loài bọ cánh cứng trong họ Cerambycidae.